# ハワード・ストリンガー
サー・ハワード・ストリンガー（Sir Howard Stringer、1942年2月19日 - ）は、イギリスのウェールズ出身で、アメリカ合衆国で活躍するジャーナリスト、TVプロデューサー、実業家である。
1985年にアメリカ市民権を取得した。
CBS本社社長、テレ-TVの会長兼CEO、ソニー会長兼社長兼CEOなどを歴任した。
ソニーの経営トップに外国人が就任することは、ソニー創業以来、初の人事であった。
ソニーCEO就任時には4,000円台であったソニーの株価（東証）だが、退任時には1,000円台にまで落ち込み、市場からは極めて厳しい評価を受けた。
ソニー関係者からは「ものづくりに関心がない」との批判が多く、人員削減などのリストラを繰り返したが、ソニーのウォークマンやトリニトロンなどのようなヒット商品を生み出すことはなかった。
また、エリザベス2世女王から「ナイト」（士爵）の称号を得ている。
1978年にはエミー賞の放送ジャーナリズム賞を受賞し、2003年には英国映画テレビ芸術アカデミーのキュナード・ブリタニア賞を受賞するなど、多くの賞を得ている。

## 出生
1942年にウェールズのカーディフで生まれる。
少年時代は裕福ではなく、奨学金をもらってパブリック・スクールであるアウンドル・スクール（ノーサンプトンシャー）で学び、オックスフォード大学に進学、同大学の大学院を修了した。大学では近代史学を専攻して文学士、大学院では文学修士の学位を取得した。
2017年4月からアメリカのソニー・ミュージックエンタテインメントのCEOに就任しているロブ・ストリンガーは実弟である。

## キャリア

### CBS時代
- 1965年2月、200ドルだけ持ち米国に移住し同年4月に米国の放送局CBSに入社するも、翌月米陸軍に徴兵されベトナム戦争に従軍。従軍理由について、移住先の米国では経済的に厳く生活が苦しかった故に、軍事特別手当てが支給されるアメリカ軍へ入隊したと『CBSドキュメント』のインタビューで語っている。後年、アメリカ軍より勲章を授与されている。
- ベトナム戦争から帰還後、CBSに復帰。

ジャーナリスト・テレビ製作者として、30年以上のキャリアを同局で築いた。
- いわゆるCBSドキュメントの制作に携わった。「パレスチナ解放機構（PLO）」や「アイルランド共和軍（IRA）」・「ボートピープル」などいずれもハードな内容の報道である。
- 1974年から1976年にはライター、監督、ディレクターを務めた。
- 1976年～1981年 CBSレポート エグゼクティブプロデューサー
- 1978年7月 皮膚科医のジェニファー・パターソンと結婚。
- 1981年～1984年 CBSイブニングニュース エグゼクティブプロデューサー
- 1985年 米国市民権を得た。
- 1986年～1988年 CBSニュース社長就任。
- 1988年～1995年 CBS本社社長。好業績を残した。この間、主にニューヨークと英国に住んでいた。

なお、CBSテレビは日本のTBSと完全独占契約を結んでおり、ストリンガーが作成したドキュメンタリーが当時の日本で大量に放映されたものと思われる。
- 1995年CBS社長を退職してテレ-TV（英語版）の会長兼CEOになった。

### テレ-TV時代
サー・ハワード・ストリンガーは、テレ-TVを立ち上げるために1995年にCBSを去り、1995年2月にベル・アトランティック、ナイネックス、パシフィック・テレシス、およびクリエイティヴ・アーティスツ・エージェンシーによって、メディアとテクノロジーの会社を創り上げた。
彼は2年後にはテレ-TVを去り、ソニーに加わった。

### ソニー時代
- 1997年5月 - 出井伸之によって、ソニー米国法人であるソニー・コーポレーション・オブ・アメリカ社長としてリクルートされる。この時の権限はかなり小さく報酬も前職をかなり下回るものだった。
- 1998年12月 - 同社ソニー米国法人の会長兼CEOに就任。米国事業をソニーの稼ぎ頭に成長させた。
- 1999年6月 - ソニー本社の経営陣である取締役に就任。
- 2003年4月 - 米州地域とエンタテインメント事業を担当する執行役副会長に就任
- 2003年6月22日 - ソニー本社の取締役兼執行役副会長に就任。
- 2003年11月1日 - 最高執行責任者（COO）を兼務し、取締役兼執行役副会長兼COOに就任。エンタテインメント事業を担当した。
- 2005年6月22日 - 取締役兼代表執行役会長兼最高経営責任者（CEO）に就任。ジャーナリスト出身者が巨大企業の最高経営責任者に就任した例は世界的にも珍しい。
- 2009年4月1日 - 社長も兼任し、取締役兼代表執行役会長兼社長兼最高経営責任者（CEO）に就任。
- 2010年6月 - 年間報酬額（ボーナス、ストックオプションを含む）が約8億1650万円であることが株主総会において公開された[6]。
- 2012年4月1日 - 会長兼社長兼CEOを退任[7]。
- 2012年6月 - 代表執行役を退き、取締役会議長に就任。
- 2013年6月 - 取締役会議長を退任。

主力事業であるエレクトロニクス事業の再建に失敗。テレビ事業は2012年3月期まで8年連続営業赤字を記録。
映画事業を軌道に乗せた。従来のソニー・ピクチャーズ（コロンビア ピクチャーズ）に留まらず、メトロ・ゴールドウィン・メイヤー（MGM）買収を成功させた。しかしながら、MGMの経営をコントロール出来ず、ソニー・ピクチャーズがMGMライブラリの配給権やDVD販売権を失うなど、米メディア首脳との私的な会合で「ドジを踏んだ」と発言したと報じられている。
レコード事業では、BMG（RCAビクター、アリオラ・レコード、アリスタ・レコード等）を買収し、旧CBSレコード等の既存のソニーの事業と完全統合させた。

## 発言
2005年、会長兼CEO就任直前、ソニー幹部社員1,000人を集め、「マンチェスター・ユナイテッドみたいな話だが、ソニーは『ソニーユナイテッド』になるべきだ」と訓示した。
これは「グループ全体が一致団結すべきだ」というメッセージである。彼は、現在のソニーをこうみている。組織はアナログ的なタテ社会で、縦割りの体質がある。社員はそれぞれの小さなタコツボの中に入ったまま、出てこない。タコツボの壁を横断する形でコミュニケーションを取っていなかった（いわゆる“サイロ型システム”）。これらは、典型的日本社会の特徴とされてきた部分であり、通常の日本人にとってソニーは最もそれらと無縁と思われてきた。しかし外国人であるストリンガーの目には、ソニーこそその悪循環の縮図が展開されていると見えたのである。
ソニーユナイテッドは、「これまでの壁を取り払った会社になろう」というメッセージである。製品ラインや境界線を越えて全社的にコミュニケーションを取ることを求めている。さらに、部門間の垣根を越えた、シャッフルするような領域横断的な文化を求めている。これは、例えば、従来型の古い技術者にとって、頭の切り替えが難しいことである。とすれば、ストリンガーは、技術者の頭の切り替えをも望んでおり、狭い専門知識にとらわれるのではなくソニーのためになる行動を求めている。

## 受賞および栄誉
- ベトナムで勤めている頃、功績のある働きのためにアメリカ陸軍栄誉勲章（英語版）を受け取った。
- 1974年から1976年にかけて、エミー賞を9回受賞（ジャーナリスト、ディレクター、プロデューサーとして）
- 憲法修正第1条リーダー賞（1996年）
- 放送・ケーブル殿堂入り（1996年）
- スティーブン・ロス記念人道賞（1999年5月）
- ウェールズテレビ協会殿堂入り（1999年11月）
- エリザベス2世からナイト・バチェラー（下級勲爵士）の爵位を授与（1999年12月31日）
- リンカーン・センター、ビッグブラザーズ・ビッグシスターズ（英語版）、ニューヨークホール・サイエンス、そして、アメリカン・シアターウィングから表彰。
- グラモーガン大学名誉博士
- オックスフォード大学マートン校　名誉フェロー（2000年）
- 英国ウェールズ音楽演劇大学（英語版）　名誉フェロー（2001年）
- テレビ・ラジオ博物館からVisionary賞を受賞（2007年2月）

## 年俸の推移
- ソニー2009年3月期決算で、4億1000万円
- ソニー2010年3月期決算で、8億1450万円
- ソニー2011年3月期決算で、8億6300万円
- ソニー2012年3月期決算で、4億4950万円